# 517
Năm 517 là một năm trong lịch Julius.